# خانية خلخال
خانات خالخال كانت خانية في القرنين الثامن عشر والتاسع عشر ومقرها خلخال. كانت خانية خلخال إحدى خانات أذربيجان (في إيران) التي ظلت شبه مستقلة لمدة 62 عامًا.

## التأسيس
تأسست الخانات على يد قبائل القزلباش، وخاصة عشيرة أميرلي الأفشارية [الإنجليزية]، بعد اغتيال نادر شاه في عام 1747.  كان مؤسس الخانية هو أمير غونا خان (1747-1782)، وهو حاكم سابق لجيلان. وشكل تحالفًا مع فتح علي خان أفشار [الإنجليزية] ضد كريم خان زند، ثم خانه لاحقًا لهذا الأخير. بعد وفاة كريم خان، أقام تحالفًا مع جيلان ضد نزار علي خان شاهسيفان [الإنجليزية]. وخلفه ابنه فرج الله خان (1782-1786). واحتفظ ابنه الأصغر محمد حسين خان بالسلطة حتى تأسيس دولة القاجار في المنطقة، عندما أُعلن آغا محمد شاه القاجار (1796-1797) شاهًا. استمر حكمه حتى عام 1799، عندما ضمها حكام القاجار لإيران .

## الإدارة
كانت خانات خلخال يحكمها نبلاء يُطلق عليهم لقب خان، ولكن بعد استيلاء القاجاريين على الحكم خُفضَت رتبة حكامهم إلى رتبة حكماء [الإنجليزية] . انقسمت الخانية إلى محلات خلخال، تاروم، هونا (أكند الحديثة، منطقة كاغازكونان) وهير.